# Haleh Sahabi
Haleh Sahabi (Teheran, 4 febbraio 1958 – Teheran, 1º giugno 2011) è stata un'attivista e giornalista iraniana, imprigionata dalle autorità iraniane e picchiata a morte dalle forze di sicurezza durante il funerale del padre.

## Biografia
Laureata in fisica all'Università di Teheran, parlava fluentemente inglese, francese e arabo.
Membro delle "Madri per la Pace", riceve il permesso di uscire temporaneamente dal carcere dove è imprigionata (a causa del suo attivismo) per assistere al funerale del padre Ezatollah Sahabi, tra gli esponenti di spicco della Coalizione Nazionalista-Religiosa anti-governativa.
Qui trovò la morte.
Inizialmente le autorità parlarono di "infarto per l'emozione", poi circolarono le testimonianze dei presenti: gli agenti di sicurezza avevano colpito Sahabi ripetutamente all'altezza dello stomaco, e infierirono con diversi calci mentre Haleh era stesa a terra. Tra le testimonianze delle violenze, figura anche quella di Hamed Montazeri, nipote del grande Ayatollah Hossein-Ali Montazeri.
Il caso ebbe discreta risonanza mediatica: il Regno Unito chiese alle autorità iraniane di avviare delle indagini sulla morte di Sahabi, mentre il Dipartimento di Stato degli Stati Uniti d'America ha confermato le responsabilità delle forze di sicurezza iraniane nella morte di Sahabi, come Amnesty International.
Le autorità iraniane chiusero il caso motivando la morte di Haleh a "cause naturali".